# Newcastle Brown Ale

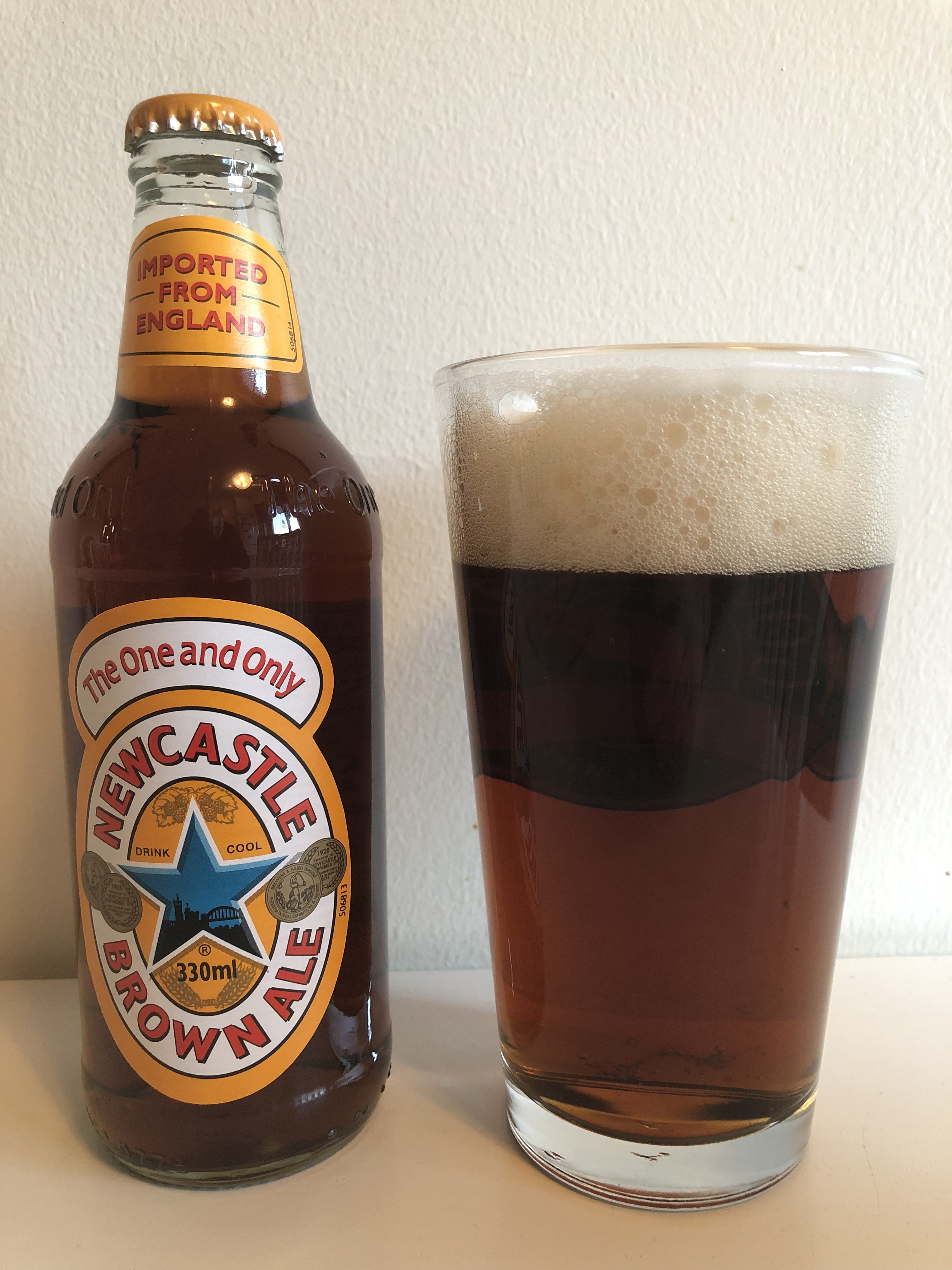
Newcastle Brown Ale

La Newcastle Brown Ale des brasseries Newcastle, filiale du groupe Scottish and Newcastle, est une bière brune anglaise. C'est la version la plus connue des bières brunes en Angleterre. Elle est l'ale en bouteille la plus vendue en Grande-Bretagne et s'exporte dans quarante pays, dont le Canada, les États-Unis et la Russie. Elle appartient à Heineken.

## Description
La bière qui est complexe est en fait un mélange de deux bières: une marron foncé qui n'est pas vendue et une Newcastle Amber. La recette fait appel a des malts Pale ale et Cristal, du sucre de brassage, du sirop et une touche de caramel. Il y a un mariage de houblons: Hallertau, Northdown, Northern Brewer et Target, qui ont été choisis pour leur acidité.

## Origine
Colonel Porter a créé la Newcastle Brown Ale dans les années 1920. 